# Östgötaciceronen
Östgötaciceronen var en veckotidning i Norrköping som kom ut två gånger i månaden till 27 mars 1913, sedan som dagstidning fredagar 28 mars 1913 till 24 december 1914. Tidningens fullständig titel var Östgötaciceronen. Tidningen startade med provnummer den 23 mars 1912.

## Redaktion
Redaktionsort för tidningen var Norrköping först adress Västra St. Persgatan 16 och sedan från 1 januari 1913 Hamngatan 14. Redaktör och ansvarig utgivare för tidningen var Ernfrid Gustaf Österlund. Politiska tendens för tidningen var neutral.
Tidningen gavs först ut 2 gånger i månaden, efter den 28 mars alla fredagar i Norrköping, i resten av Östergötland på lördagar.
Föregångaren Norrköpings-ciceronen. . .som från och med detta nummer uppgår i Östgöta-ciceronen ( källa: Östgöta ciceronen 15 april 1912. ) och efterföljare Östgöta-ciceronen ändrar namn den 1 januari 1915. . . kommer att benämnas Humoristen ( källa : Östgöta-ciceronen 24 december 1914.)

## Tryckeri
Tryckeri var Norrköpings tidningars tryckeri i Norrköping. Tidningen använde bara trycksvärta och med antikva som typsnitt. Satsytan var stor 61 x 46 cm. Tidningen kostade 1912 1 krona i prenumeration och 1914 två kronor. Tidningen hade hela tiden 4 sidor. KB klassade tidningen som veckotidning inledningsvis, och från det att den gavs ut varje vecka som dagstidning med varierat innehåll av tidtabeller, officiella uppgifter och förströelse. 